# لایما زیلپوریته
لایما زیلپوریته (لیتوانیایی: Laima Zilporytė؛ زادهٔ ۵ آوریل ۱۹۶۷) دوچرخه‌سوار زن لیتوانیایی‌تبار اهل شوروی بود.
وی در مسابقات کشوری و بین‌المللی در مجموع برندهٔ ۱ مدال طلا، ۱ مدال نقره، ۱ مدال برنز شده‌است.